# Auer György
Auer György (Budapest, Erzsébetváros, 1888. augusztus 26. – Budapest, Erzsébetváros, 1958. április 25.) jogász, kúriai tanácselnök.

## Élete
Auer Móric (1852–1938) bankhivatalnok, a Magyar Állami Hitelbank igazgatóhelyettese és Latzkó Hermina (1865–1945) fiaként született zsidó családban. Anyai nagyapja Latzkó Mór Lipót ékszerkereskedő volt. Középiskolai tanulmányait a Budapesti V. Kerületi Magyar Királyi Állami Főgimnáziumban (1899–1905) végezte, majd a Budapesti Tudományegyetem Jogi Karának hallgatójaként 1911-ben jogtudományi doktori oklevelet szerzett. Időközben tanulmányokat folytatott a berlini és lipcsei egyetemeken. 1911 áprilisában díjas joggyakornokká nevezték ki a Budapesti Királyi Ítélőtáblához. 1913. december 21-én áthelyezték a Budapesti Királyi Büntetőtörvényszékhez. 1917 és 1940 között a Budapesti Királyi Ügyészségen és Főügyészségen teljesített szolgálatot. 1928-ban a pécsi Erzsébet Tudományegyetemen a bűnvádi eljárásjog tárgykörében egyetemi magántanári képesítést szerzett. 1938-ban egyetemi rendkívüli tanári címmel ismerték el munkásságát. 1944 júliusától a konvertált (keresztény) zsidók tanácsának elnöke. A második világháborút követően budapesti főügyész, majd 1948-ig kúriai tanácselnök volt.
Büntetőjoggal és eljárásjoggal foglalkozott pozitivista szemlélettel. Az 1896. évi büntetőeljárási törvénykönyvhöz Mendelényi Lászlóval írt kommentárja a maga idején nagy hatású munka volt. Jogtudományi dolgozatai megjelentek a Jogállamban, a Jogtudományi Közlönyben, a Magyar Jogi Szemlében és a Magyar Jogászegylet Értekezéseiben jelentek meg.
Felesége Pick Edit (1897–?) volt, Pick Hugó és Weil Szidónia lánya, akivel 1921. november 21-én Budapesten, a Terézvárosban kötöttek házasságot.
A Farkasréti temetőben búcsúztatták.

## Főbb művei
- Begriff und Wesen des Vorsatzes in den mittelalterlichen Strafgesetzen Ungarns (Stuttgart, 1911)
- Reform des ungarischen Strafgesetzbuches (Berlin, 1915)
- Die ungarische Strafgesetzreform (Heidelberg, 1915)
- Büntetendő cselekmény és magánjogi vétség (Budapest, 1916)
- Bűntettesek és bűncselekmények a háború alatt (Budapest, 1917)
- A pornográfia leküzdése (Budapest, 1917)
- Farhlässigkeit und Betriebsunfall (Berlin, 1918)
- Büntetendő cselekmény és magánjogi vétség (Budapest, 1922)
- Jog, igazságszolgáltatás és forradalom (Budapest 1922)
- A nemibeteg által történő fertőzés büntethetősége (Budapest, 1925)
- A magyar bűnvádi eljárási jog rövid tankönyve (Budapest, 1927)
- A becsület fogalma és védelme a büntetőjogban (Budapest, 1928)
- A bűnvádi eljárási jog. Mendelényi Lászlóval. I–VI. kötet. (Budapest, 1930–1934)
- Büntető törvény és kultúra (Budapest, 1935)
- Javíthatunk-e büntetőbírósági eljárásunkon? (Kecskemét, 1935)
- Magyar bűnvádi eljárási jog (Budapest, 1938)
- Gróf Széchenyi István és a magyar jogrend reformja (Budapest, 1942)
- Az első magyar büntetőtörvény-javaslat (Budapest, 1943)

### Szerkesztette
- A hatályos büntetőjog szabályai. Összeáll. (Budapest, 1947)
- A hatályos bűnvádi eljárási jog szabályai. Összeáll. (Budapest, 1948)
- Büntetőjogi döntvénytár (Budapest, 1948–1949)
- A hatályos büntetőjog anyagi és alaki szabályai. Összeáll. (Budapest, 1949)